# ونسان مکنی
ونسان مکَنی (فرانسوی: Vincent Macaigne‎؛ زادهٔ ۱۹ اکتبر ۱۹۷۸) هنرپیشه و کارگردان سینما و تئاتر اهل فرانسه است .مکنی فرزند یک مرد تاجر فرانسوی و یک زن هنرمند ایرانی است.  او در پاریس بابرادر بزرگترش بزرگ شد . وی از سال ۱۹۹۸ میلادی تاکنون مشغول فعالیت بوده‌است. از فیلم‌ها یا برنامه‌های تلویزیونی که وی در آن نقش داشته‌است می‌توان به بهشت، در جنگ و دو دوست اشاره کرد.